# 安娜·劳伦斯
安娜·劳伦斯（英語：Anna Lawrence，1972年3月9日—），新西兰女子曲棍球运动员。她曾代表新西兰参加1998年英联邦运动会曲棍球比赛，获得一枚铜牌。她也曾参加1992年和2000年夏季奥运会。